# Малума
Хуан Луис Лондоньо Ариас (на испански: Juan Luis Londoño Arias), по-известен като Малума (Maluma), е колумбийски певец и автор на песни. Роден и израснал в Меделин, той проявява интерес към музиката от ранна възраст, като записва песни от шестнадесетгодишна възраст. Той издава дебютния си албум, Magia, година по-късно през 2012 г. Но пробивният му албум е Pretty Boy, Dirty Boy от 2015 г., който довежда до успешно сътрудничество с много изпълнители. Той пуска F.A.M.E. през 2018 г., още един търговски успех. Той го последва с 11:11 през 2019 г. и Papi Juancho, изненадващо издаден през 2020 г. Неговият сингъл „Hawái“ достига номер три в Billboard Global 200 и става първият номер едно сингъл в американския Billboard Global Excl. U.S. чарт. Продавайки повече от 18 милиона записи (албуми и сингли), Maлума е един от най-продаваните латино музикални изпълнители. В музикално отношение песните на Малума са описвани като регетон, латино трап и поп.
Maлума има редица сингли, които са в класациите в топ десет на Billboard Hot Latin Songs, включително „Felices los 4“, „Borró Cassette“ и „Corazón“. Неговите съвместни проекти „Chantaje“ с Шакира и „Medellín“ с Мадона достигат съответно върха на Hot Latin Songs и класацията на Dance Club Songs. Работил е с други международни изпълнители, като Дженифър Лопес, Рики Мартин, Джей Балвин и Дъ Уикенд. Maлума е спечелил латиноамериканска награда Грами, видео музикална награда на MTV, две латиноамерикански музикални награди и е номиниран за награда Грами за най-добър латино поп албум.

## Ранен живот
Малума е роден в семейството на Марли Ариас и Луис Лондоньо и е израснал с по-голяма сестра, Мануела. Той проявява ранен интерес към футбола, като започва да играе като малко дете през средното училище, състезавайки се в по-ниските дивизии в отборите Aтлетико Насионал и Eквидад Спортс Клуб. Освен това той развива силен интерес към музиката през ранните си тийнейджърски години и е известен като добър певец в гимназията си. Завършва училище Хонтанарес в Ел Ретиро, където е насърчен от много свои приятели да участва в местни певчески конкурси.
Малума започва първата си музикална дейност, когато е на петнадесет, след като композира, заедно с близък приятел, песен, озаглавена „No quiero“; година по-късно Хуан Пара, чичо му, му предлага възможността да го запише в студио като подарък за рождения му ден. След като впечатлява група музикални продуценти, той е помолен да избере име, което да се запомни лесно и да се приеме от последователите на градския жанр. Той избира сценичното име Малума, което е комбинация от първата сричка от имената на майка му Марли, баща му Луис и сестра му Мануела.

## Кариера

### 2010 – 2013: Начало на кариерата, дебют и пътят към славата
Малума започва своята музикална кариера през 2010 г., като записва сингли. След Farandulera – неговия първи сингъл, който се превръща в локален радио хит, Sony Music и нейния дъщерен лейбъл – Sony Music Colombia, започват преговори с Малума за договор, и за записване на неговия първи студиен албум. Лейбъла лансира неговия следващ сингъл – Loco, който е вдъхновен от неистовата и неконтролируема любов. През 2012 г., Малума издава своя първи студиен албум, наречен Magia. Видеото към сингъла – Obsesión е снимано в: Antioquia Departament Railway Station и е с участието на колумбийския модел – Лина Посада, която по-рано се снима във видеоклипа за песента – Taboo на Дон Омар. По-късно видеото събира над 185 млн. гледания в Ютюб. Други сингли от албума са: Miss Independent и Pasarla Bien. С Miss Independent достига до номер 2 в Colombian National-Report Songs чарт, като се превръща в първата му песен в топ 5 на чарта. Малума е номиниран за Shock Award 2012, в категория: Най-добър нов артист. Последните два сингъла от неговия дебютен албум: Primer Amor и Miss Independent, им се правят видеоклипове, заснети в Меделин, като генерират над 40 млн. гледания в Ютюб. През 2013 г., песента: La Temperatura, която е с участието на пуерториканския певец: Ели Паласиос, е реализирана като първи сингъл от неговия предстоящ микстейп – PB.DB The Mixtape. Песента достига седмото място в National-Report чарт. La Temperatura е неговия първи сингъл, който попада в Американските чартове за латино публиката на Билборд. Сингъла достига до 25-о място в: Tropical Songs чарт, 8-о място в Latin Pop Airplay песенен чарт, номер 24 в Billboard Hot Latin Songs и номер 4 в Latin Rhythm Airplay чарт.

### 2014 – настояще: Pretty Boy, Dirty Boy и F.A.M.E.
През 2014 г. той пуска видеоклиповете за синглите: La Curiosidad, Carnaval и Addicted. Малума също така си партнира с певеца Елвис Креспо, за песента – Olé Brazil, записана за Световното първенство по футбол през 2014 г. На 16 юли 2014 г., Малума се представя на Premios Juventud 2014, където изпълнява – La Temperatura. През същия месец, певеца потвърждава, че ще бъде съдия/треньор на предаването: The Voice Kids по телевизия Каракол, заедно с Фани Лу и Андрес Сепеда. През август 2014 г., той прави дебюта си като гост на встъпителните награди: Kids' Choice Awards Colombia за 2014 г. В началото на 2015 г. Малума реализира своя микстейп – PB.DB The Mixtape, като компилация от различни сингли. Неговия втори студиен албум, наречен – Pretty Boy, Dirty Boy е издаден в края на 2015 г., и съдържа елементи от регетона, поп и урбан музиката. Синглите: Borró Cassette, El Perdedor и Sin Contrato влизат в топ 10 на Billboard Hot Latin Songs. През 2016 г. той си партнира с певци, като: Талиа, Шакира и Рики Мартин. Неговата песен с Шакира: Chantaje, достига до първото място на Hot Latin Songs чарт. През април същата година той пее на новия стадион – Riccardo Silva Stadium за встъпителния мач на новия NASL (Северноамериканска футболна лига) футболен тим на Маями ФК. Малума тръгва на турне, озаглавено: Pretty Boy, Dirty Boy World Tour през май 2016 г. През декември 2016 г. Малума участва в ремикса на песента: Me Llamas на колумбийската банда – Писо 21. През 2017 г. неговия нов хит – Felices los 4, достига до топ 5 на Hot Latin Songs чарт за пети път. Тази песен е последвана от: Corazón, която също влиза в топ 5 на чарта. Малума реализира своя кратък филм, озаглавен X, където представя своите песни: GPS, заедно с Френч Монтана, Vitamina, заедно с Аркангел и 23. Малума записва испанката версия на песента – Colors, една от основните песни за Световното първенство през 2018 г., и изпълнена на английски от Джейсън Деруло. Малума се завръща на Riccardo Silva Stadium в Маями, за запис на видеоклип, и така става един от множеството музиканти, идвали в града за да записват видеоклипове. Третия студиен албум на Малума – F.A.M.E. е издаден на 18 май 2018 г. В интервю, той обяснява от къде идва името на албума, а именно: Faith, Alma (душа на испански), Music& Essence. Малума работи с продуцентите: Джей Кеш, Винилз, и колабораторите – Деди Янки, Принс Ройс и Джейсън Деруло над албума. Малума се представя с песента – Felices los 4 на MTV Video Music Awards 2018.

## Артистичност
Малума притежава теноров вокален диапазон. Малума определя музиката си като „градски поп“. Редактор на Billboard написва: „Марката регетон на Малума се синхронизира чудесно с неговия имидж, успявайки да бъде едновременно романтична и сурова. Звукът му представлява еволюция на жанра.“ В интервю от 2016 г. той заявява: „Израснах с този жанр [регетон], който буквално се превърна в живот. Това е един от жанровете, които пея... Аз съм градски изпълнител, пея регетон. Ако слушате последния ми албум [Pretty Boy, Dirty Boy], има балади, мамбо, меренге и регетон и ъндърграунд неща. Обичам да показвам гъвкавостта, която трябва да изпълнявам“.
Той цитира Хектор Лаво, Джъстин Тимбърлейк и Майкъл Джексън като негови основни музикални влияния. Говорейки за тях, Малума казва: „Джъстин Тимбърлейк е страхотна референция за съвременната музика. Но що се отнася до музиката като сос, Хектор Лаво винаги е бил артист номер едно, на когото се възхищавах. Знам всичките му песни, слушам ги всеки път ден и няма нито един, който да ме отегчи. Той е моето голямо музикално вдъхновение. Той също така заявява, че Рики Мартин „е един от артистите, с които исках да израсна, Той е моят идол в индустрията“.

## Публичен имидж
През 2019 г. Вог нарича Малума „Икона за мъжко облекло в процес на създаване“, като казва: „Малума има отношение, Малума има стил. Той харесва дрехите си ярки и смели, което върви доста добре с неговата ярка и смела музика, личност и цялостно поведение.“ През 2021 г. той си сътрудничи с Balmain върху капсулна колекция, вдъхновена от Маями. През март 2022 г. той пуска линия дрехи, озаглавена Royalty by Maluma, която е сътрудничество с Reunited Clothing и Macy's.
Чрез музиката си той също така извършва социална активност, като музикалния видеоклип за „El Perdedor“, където демонстрира расизма и дискриминацията от страна на американската полиция на хора от латински произход, живеещи в страната. Малума публично декларира подкрепата си за ЛГБТ общността.
През октомври 2016 г. песента „Cuatro Babys“ с участието на Noriel, Bryant Myers и Juhn предизвиква противоречия относно текста си, тъй като някои ги смятат за обективизирани жени. На Change.org е публикувана петиция, изискваща премахването на песента от дигиталните платформи. Въпреки това противоречие, популярността на „Cuatro Babys“ му спечелва 12 пъти Latin платинен сертификат от RIAA.
На Световното първенство по футбол през 2022 г. Малума напуска телевизионно интервю на живо, излъчено по израелската обществена телевизия, след като репортерът предполага, че може да бъде обвинен в омаловажаване на нарушенията на човешките права в Катар.
Малума е направил редица инвестиции в рисков капитал, включително TREBEL Music и колумбийската проптех компания La Haus.

## Личен живот
Малума е католик, но казва, че цени аспекти на други религии.
В интервю от януари 2018 г. той заявява, че има връзка с американския модел Наталия Барулич. Те се разделят през 2019 г. През октомври 2023 г. Малума разкрива, че той и приятелката му Сузана Гомес очакват първото си дете, момиче, което планират да кръстят Парис. Дъщеря им се ражда на 9 март 2024 г.

## Награди и номинации
През 2013 г. Малума е номиниран за няколко награди, включително за най-добър изпълнител в Централна Латинска Америка на Европейските музикални награди на MTV и за най-добър нов изпълнител на латиноамериканските награди Грами, както и победа за най-добра радио песен на Shock Awards за „La Temperatura“. През 2017 г. Maлума е номиниран за две категории на Billboard Music Awards, включително Top Latin Artist. През 2019 г. той получава El Premio ASCAP за автор на песни на годината. Той печели MTV Video Music Award за най-добра латино музика през 2020 г.

## Дискография

### Студийни албуми
- Magia (2012)
- Pretty Boy, Dirty Boy (2015)
- F.A.M.E. (2018)
- 11:11 (2019)
- Papi Juancho (2020)
- Don Juan (2023)
- +Pretty +Dirty (2025)

### Саундтрак албуми
- Marry Me (с Дженифър Лопес) (2022)

### Микстейпове
- PB.DB The Mixtape (2015)

### EP
- 7 Días en Jamaica (2021)
- The Love & Sex Tape (2022)

## Концертни турове
- Pretty Boy, Dirty Boy World Tour (2016 – 2017)
- F.A.M.E. World Tour (2018)
- 11:11 World Tour (2019 – 2020)
- Papi Juancho Tour (2021 – 2022)
- Don Juan Tour (2023 – 2024)

## Филмография
| Година | Предаване                           | Въплъщение     | Роля                                               |
| ------ | ----------------------------------- | -------------- | -------------------------------------------------- |
| 2014   | La voz Kids Colombia                | Себе си        | Треньор и съдия                                    |
| 2014   | Kids' Choice Awards Colombia 2014   | Себе си        | Главен водещ                                       |
| 2016   | Да се будя с теб                    | Себе си        | Гост                                               |
| 2017   | La Voz Kids México                  | Себе си        | Треньор                                            |
| 2017   | La Voz Mexico                       | Себе си        | треньор                                            |
| 2017   | La Voz Kids México                  | Себе си        |                                                    |
| 2017   | X (Филмът)                          | Себе си        | Документален късометражен филм                     |
| 2019   | Lo Que Era, Lo Que Soy, Lo Que Seré | Себе си        | Документален                                       |
| 2021   | Енканто                             | Мариано (глас) | Участва в английската и испанската версия на филма |
| 2021   | 12 Hours With                       | Себе си        | Документален                                       |
| 2022   | Омъжи се за мен                     | Бастиан        |                                                    |
| 2022   | Mi Selección Colombia               | Себе си        | Разказвач                                          |